# Gegenstrombremsung
Als Gegenstrombremsung bezeichnet man in der Antriebstechnik die Methode, einen Elektromotor durch Umpolung der Energiezufuhr bis zum Stillstand abzubremsen. Die Gegenstrombremsung ist die einfachste Methode, einen Induktionsmotor stillzusetzen.

## Methode
Bei dieser Methode werden zwei Motorzuleitungen während des Betriebes vertauscht. Dadurch kehrt sich der Drehsinn des Motors um und der Motor versucht, in Gegenrichtung hochzulaufen. Hierdurch wird die Welle des Motors abgebremst. Sobald der Motor den Stillstand erreicht hat, muss er vom Netz getrennt werden. Wird der Motor nach dem Erreichen des Stillstandes nicht abgeschaltet, läuft er in entgegengesetzter Drehrichtung wieder hoch. Der Motor nimmt dabei sowohl mechanische als auch elektrische Leistung auf, diese wird im Motor in Wärme umgewandelt. Aus diesem Grund ist die Gegenstrombremsung energetisch die ungünstigste Methode.

## Anwendung bei Drehstromasynchronmotoren
Bei Drehstromasynchronmotoren spricht man anstelle von Gegenstrombremsung auch von Gegendrehfeldbremsung. Wird die Gegenstrombremsung zur Abbremsung von Drehstromasynchronmotoren verwendet, geschieht dies, indem man zwei Außenleiter der Statorwicklung miteinander vertauscht. Dadurch erhält das Drehfeld im Stator einen gegenläufigen Drehsinn und der Asynchronmotor wird abgebremst. Die Abbremsung des Motors erfolgt mit einem hohen Bremsmoment. Allerdings sind die auftretenden Strom- und Drehmomentstöße noch größer als beim direkten Einschalten des stehenden Motors. Diese Werte werden unmittelbar nach dem Umschalten auf Bremsbetrieb erreicht. Der Schlupf des Motors ist im Umschaltmoment annähernd doppelt so groß wie bei stillstehender Welle. Gut geeignet ist diese Methode für Drehstrommotoren mit kleinerer Leistung. Anwendbar ist sie bei Schleifringläufermotoren und bei Motoren mit Kurzschlussläufer. Insbesondere bei Motoren mit kleinerer Leistung entstehen zwischen den Läuferstäben des Kurzschlusskäfigs parasitäre Ströme. Diese sogenannten Eisenquerströme schließen sich durch den Eisenkern des Läufers. Dadurch kommt es zur Erhöhung des Drehmoments im Gegenstrombremsbereich. Außerdem verteilt sich dadurch die Verlustwärme auf den gesamten Läufer. Angewendet wird die Gegenstrombremsung bei Hebezeugen zum Absetzen einer Last mit konstanter Geschwindigkeit.

### Einschränkungen
Der Einsatz der Gegenstrombremsung ist bei Drehstromasynchronmotoren oftmals nur bedingt möglich. Aufgrund der mechanischen Stoßbelastung kommt es bei spielbehafteten Übertragungsgliedern, wie z. B. Ketten, zu unzulässig hohen Belastungen. Bei kurzen Bremsvorgängen ist die Abschaltung des Gegenstromschützes meistens nicht präzise genug. Dadurch bedingt ist ein höherer Schaltungsaufwand erforderlich. Bei häufigem Einsatz der Gegenstrombremsung muss der Ständerstrom reduziert werden. Dies erfolgt durch Absenken der Ständerspannung oder durch Läufervorwiderstände. Aufgrund der hohen Erwärmung des Motors ist die Gegenstrombremsung jedoch für große Motoren kaum geeignet.

## Anwendung bei Gleichstrommotoren
Bei Gleichstrommotoren erfolgt die Gegenstrombremsung entweder durch Umschaltung der Ankerspannung oder durch Änderung der Polarität der Felderregung. Bei Gleichstromreihenschlußmotoren, die als Fahrmotoren für elektrische Eisenbahnen eingesetzt werden, ist die Gegenstrombremsung nicht geeignet. Da bei Gleichstrommotoren die Quellenspannung die Speisespannung unterstützt, kann der Motorstrom sehr hoch werden. Insbesondere bei einer Umschaltung im Fahrbetrieb wird der Strom höher als bei der entsprechenden Fahrstufe im Stillstand. Der Strom steigt entsprechend der Fahrgeschwindigkeit schnell an. Aufgrund des hohen Stromes werden die Motoren thermisch stark beansprucht. Bei Gleichstromreihenschlußmotoren kommt es bei der Gegenstrombremsung zu starkem Bürstenfeuer. Um eine Strombegrenzung bei der Ankerspannungsumschaltung zu erzielen, werden Widerstände in Reihe geschaltet. Sobald der Motor stillsteht, muss auch hier die Versorgungsspannung abgeschaltet werden.

## Anwendung bei Einphasenwechselstrommotoren
Bei Einphasenwechselstrommotoren entsteht bei der Anwendung der Gegenstrombremsung kein übermäßiger Stromanstieg. Der Grund hierfür ist der überwiegend induktive Spannungsabfall im Motor. Allerdings kann beim Einsatz von Wechselstrommotoren als Fahrmotor bereits bei kleineren Fahrgeschwindigkeiten eine Selbsterregung mit Gleichstrom entstehen. Dadurch kommt es aufgrund des geringen ohmschen Widerstands des Transformators zu hohen Strömen, hierdurch ist ein weiterer Betrieb unmöglich.